# Ruiselede
Ruiselede és un municipi belga de la província de Flandes Occidental a la regió de Flandes. Està compost per Ruiselede i les parròquies de Doomkerke i Kruiskerke. És regat per una xarxa de petits recs i rierols, del qual el principal és el Poekebeek, un afluent de l'Schipdonkkanaal.
Els primers artefactes trobades daten del Neolític. El primer esment escrit Rusleda es troba en un acte del 1106 de l'Abadia de Sant Bertí a la ciutat de Sint-Omaars, aleshores dins del comtat de Flandes, al qual s'atorgava a l'abat el dret de nomenar el rector de la vila.

## Localització

Mapa de Ruiselede

| - a. Kanegem (Tielt) - b. Tielt - c. Schuiferskapelle (Tielt) - d. Wingene - e. Beernem - f. Aalter - g. Lotenhulle (Aalter) - h. Poeke (Aalter) |